# Radia Bent Lhoucine
Radia Bent Lhoucine  (en arabe : راضية بنت الحسين), née en 1912 à douar Oulad Youssef (dans la province de Beni Mellal, dans la région de Tadla-Azilal) et morte en 1994 à Salé, région de Rabat-Salé-Kénitra, est une artiste peintre marocaine.

## Biographie
Radia Bent Lhoucine commence à peindre en 1961, à l’époque où de rares femmes marocaines découvraient la couleur et la toile (Chaïbia Talal, Fatéma Hassan...).
C’est en voyant travailler son fils, le peintre Miloud Labied, qu’un irrésistible besoin lui vint de prendre crayons et pinceaux, à plus de cinquante ans. Encouragée par son fils, Radia exposera dans l’atelier de Jacqueline Brodskis à Rabat, en 1962. Elle est d'emblée adoptée et saluée par la critique et ainsi remarquée par les amateurs d'art brut et d'art naïf lors de l'exposition Deux mille ans d’art au Maroc à la galerie Charpentier à Paris en 1963.
Elle expose à la fondation Jean Dubuffet à Lausanne la même année, puis à la galerie Bab Rouah à Rabat en 1966.
Elle participe à de nombreuses expositions au Maroc et à l’étranger, et ses œuvres figurent dans différentes collections de par le monde, notamment celle de Société générale Maroc à Casablanca, celle de la Villa des Arts Galerie et Musée d'Art contemporain de la fondation ONA et dans différentes collections privées au Maroc et en Suisse.
Radia Bent Lhoucine cesse de peindre dans les années 1970. Elle meurt en 1994 à Salé après avoir ouvert la voie à toute une lignée de femmes peintres.

## Expositions
- 1962 : Atelier de Jacqueline Brodskis à Rabat (Maroc), exposition individuelle
- 1963 : Deux mille ans d’art au Maroc, galerie Charpentier, Paris, exposition collective
- 1963 : Lausanne (Suisse), exposition individuelle
- 1966 : Galerie Bab Rouah à Rabat avec Fatéma Hassan et Hassan El Farouj
- 1980 : Première Rencontre des femmes peintres marocaines Essaouira, exposition collective

Expositions posthumes
- 1995 : Regards Immortels, Société générale marocaine de banques, Casablanca exposition collective[4]
- 2006 : Regards de femmes, exposition collective à la galerie du siège de la Société Générale marocaine de banques, Casablanca[5],[6]
- 2006 : exposition collective Fondation ONA, Villa des Arts de Casablanca[7],[8]
- 2009 : Itinéraires, Fondation ONA en marge du Forum de la création au Maroc, exposition collective[9]
- 2009 : Repères pour une histoire de la peinture au Maroc, exposition itinérante organisée par différents ministères marocains en collaboration avec la Villa des Arts de l'ONA, l'Institut français et le Goethe Institut de Rabat et financée par un fonds franco-allemand[10]
- 2011 : Radia Bent Lhoucine, faune brute et figures populaires, à la Galerie 38 de Casablanca[11],[12],[1]